# 荻昌弘
荻 昌弘（おぎ まさひろ、1925年〈大正14年〉8月25日 - 1988年〈昭和63年〉7月2日）は、日本の映画評論家、料理研究家、オーディオ評論家、旅行評論家。
月曜ロードショーの解説者を長年務め、その落ち着いた語り口から、淀川長治、水野晴郎と並んで名解説者として知られた。身長165cm、体重69kg。

## 人物

### 来歴

1960年

東京府東京市小石川区大塚仲町（現：東京都文京区大塚）に生まれ育つ。男4人、女1人のきょうだいの長男。「荻家はもともと裕福であって、ビンボーには向いていない。荻さんがグルメ評論やオーディオ評論を始めたのは、好きだからであり、こうした多趣味は荻家の兄弟に共通している」と、荻家と古い交際があった小林信彦は書いている。東京府女子師範学校附属幼稚園（現：東京学芸大学附属幼稚園竹早園舎）を経て、1932年4月、東京府女子師範学校附属小学校（現：東京学芸大学附属竹早小学校）に入学（当時の同級に椿實、岡田孝男がいる）。
物心つく前から映画を愛し、浅草で35ミリの名作映画のフィルムの断片を買い、映写機で壁に映し出して喜んでいた。小学校時代には榎本健一やジョニー・ワイズミュラーや大河内傳次郎に夢中になり、学校からの帰りには映画館のポスターを一字残らず暗記して帰るほどだったが、職業軍人である父からは映画鑑賞を厳禁され、古本屋で買ってきたスター名鑑を庭に叩きつけられた上「家を出てゆけ」と言われたこともある。
第一志望の国立、第二志望の東京府立に落ちて旧制開成中学校に入学。この第三志望の学校の中でも自分より成績のいい生徒が大勢いたため、荻は二重の屈辱感を持ったが、学校で開かれたマラソンの参加体験を「疲れた疲れた」と題して作文に書いたところ、作文教師の安村正哉からこれを大変ほめられて劣等感を癒され、それが文筆業に進む出発点となったという。同校在学中は単独で映画館に出入りすることを学校から禁じられていたため、隠れて『オーケストラの少女』『格子なき牢獄』『巴里祭』『望郷』『未完成交響楽』『舞踏会の手帖』『駅馬車』などの洋画に熱中した。
1943年（昭和18年）開成中学校卒業。高校入試に失敗し、開成中学校からの推薦により、二松學舍専門学校（現：二松學舍大学）に無試験入学。しかし1年生の2学期からは戦争が盛んになったため授業がなくなり、赤羽の化学工場に勤労動員され、工員として肥料作りを担当。
当時、二松學舍の教員の中でただ一人赤羽の化学工場に来て15分間の小休止時間に『源氏物語』『たけくらべ』などの古典の話をしてくれたのが国文学者の塩田良平（のちの二松学舎大学学長）だった。この化学工場における塩田の小講義を、荻は後年「私が受けた学校教育の中でいちばん強い思い出」と回想している。
一方、二松學舍の歴史教師には当時ひたすら皇国史観を唱える者がおり、この教師は戦後有名な歴史学者となったが、戦時中と打って変わって唯物論による人民史観を提唱するようになったため、荻は「こういう生き方だけはしたくない」「私にとっての反面教師はその先生一人」「時代の流れでこんなふうに自分を変える生き方だけはしたくない」と、後年発言している。当初は国語教師を志望しており、教員免状も取得したという。
1944年（昭和19年）夏、徴兵検査で第2乙と判定され、小石川区役所から「筋骨薄弱でお国の役に立つかっ」と怒鳴られて強制的に熱海の健民修錬所という合宿に送られ、毎朝5時から夜まで1ヶ月間のしごきを受ける。1945年（昭和20年）春に召集令状を受け、同年5月15日、第二乙の陸軍二等兵として博多の東公園に集合。
この間、4月13日の城北大空襲で大塚の実家が焼失。本籍地が熊本だったため九州の西部243部隊に入り、壱岐で伝令として活動しつつ『十八史略』『北越雪譜』を読む。この部隊には老兵が多かったため、軍隊にありがちな新兵いじめは免れたという。
二等兵として復員後、1946年（昭和21年）東京帝国大学文学部国文学科に入学。同じゼミに三浦朱門がいた。同年夏、友人2人と京都に伊丹万作の遺族を訪ねたが、土産に持参した羊羹がかびていたことに後で気付き、肝を潰したという。
このころ、黒澤明の『わが青春に悔なし』にエキストラ出演。「大河内伝次郎扮する教授が、戦争前の京都大学でお別れの講義をする。それを聞いている学生の中に、ぼくが一人で映っているのです」と、後年語っている。
大学在学中から中平康や渡辺祐介たちと「東大映画文化研究会」を結成し、映画評論家志望を宣言。当時、友人の三浦朱門や阪田寛夫は映画監督を志望して映研への入部を望んだが、荻が「ああ、いいよ。だけど、入るときは試験をするぞ」と答えたため腹を立て、映画監督志望を断念したという。また、同じ頃、友人の佐々克明の自宅で東大在学中の吉行淳之介と知り合ったが、荻は作家としての吉行エイスケを尊敬していたため、遺児の淳之介に強い印象を受けた。
映画批評家としては飯島正、清水千代太、清水晶、登川直樹、双葉十三郎に師事。
1948年の『映画評論』に「論壇時評」を書くなど、大学時代から映画評論の仕事を開始。1951年（昭和26年）、新制東京大学卒業。卒論は「近代日本の劇文学」。
大学卒業後はキネマ旬報社に入社。『キネマ旬報』同人や『映画旬刊』（雄鶏社）編集委員を務めた。雄鶏社時代は、別の映画雑誌の編集部に向田邦子がいた。
『映画旬刊』廃刊に伴い、1956年（昭和31年）6月からフリーになり、KRテレビ（後のTBSテレビ）『映画の窓』でレギュラー司会者として映画解説を担当。日本の映画評論家でテレビのレギュラー番組を持ったのは、荻が最初であった。
『週刊朝日』では映画評を8年間連載。1957年、勅使河原宏、松山善三、羽仁進、草壁久四郎、川頭義郎、丸尾定、武者小路侃三郎、向坂隆一郎と「シネマ57」を結成し、短篇映画『東京1958』の共同製作に参加。1958年、文部省芸術祭テレビ部門審査委員となる。
1962年、NHK演出審議会委員に就任。この当時までの荻昌弘について、「軽い、というのは、いまならホメ言葉だが、東京オリンピック前は、そうではなかった。荻さんは、<軽すぎる>と見られ、二十代のころのぼく、そう見ていた」と小林信彦は証言している。
1970年（昭和45年）4月から1987年（昭和62年）9月までTBSテレビ『月曜ロードショー』の初代解説者を務め、同番組終了後、1987年10月から同局の火曜日の『ザ・ロードショー』の解説者を務め、没年の5月に体調不良で休むまで続けた。落ち着いた雰囲気で視聴者に語りかけるスタイル、そして映画が始まる前はストーリーには極力触れず、出演者やスタッフにまつわる話に絞った解説はおしなべて好評であった。
東京都立大学で非常勤講師として映画を講義した他、食通としても知られ、さつま揚げやコンビーフやはんぺんなどを自宅で自製し、「男の料理」の先駆者でもあり、その方面の著書も多い。ただし当人は食通と呼ばれることを嫌い、「『食通』とは、最もなりたくない、最も嫌悪し最も自戒するタブーの領域である」と発言し、「食いしん坊」「食魔」という言葉を好んだ。
「せっかく自由業なんだから、いろいろと視点を変えて住んでみるということも必要なんじゃないか」という理由から、東京大塚の自宅の他、自宅近くのマンションに映画の原稿専用の仕事部屋を持ち、さらに映画の雑誌とチラシだけを置く空間として家を借り、東京以外では長野県北佐久郡軽井沢町と京都市と大分県杵築市に仕事場を持った。
一時期苗字に因み大分県直入郡荻町（現：竹田市）に別荘を所有し、日本各地の食文化と人情を研究していた。
長年日本レコード大賞の審査員を務めたが、関係者からの贈答品を受け取らないことで有名だった。また、試写会で見逃した作品を映画館で観るときは映画館の受付が顔パスで通してくれようとすることが多いが、「金を払って見ないと、1300円（当時）払ってその映画を見る人の気持はわからない」との理由から入場料を払って観ていた。
1980年から1983年まで横溝正史大賞選考委員を務める。なお、1973年（昭和48年）の日活ロマンポルノ裁判では映倫側証人として東京地裁で証言している。1977年6月1日には渋谷公会堂で開かれた「革新自由連合マニフェスト77」に企画委員会メンバーとして携わった。
FM東京「オンキヨー・ダイナミック・サウンド」などのラジオ番組のDJやテレビの司会、旅番組のレポーターとしても活動。
かつて毎年4月21日に放送されていた放送広告の日（現：民放の日）特番では、毎年司会を務めていた。そのためか、テレビで放送されたCBCラジオ開局35周年特番でも司会を務めていた。
1982年（昭和57年）5月から1987年（昭和62年）9月までTBS系列『そこが知りたい』の初代司会者を務めた。
同年秋、人間ドックで痛風から来る肝機能障害と診断される。その後治療を受けながら仕事を続けたが、1988年（昭和63年）春から体調を崩し入院、同年7月2日8時56分、肝不全により順天堂病院で死去。62歳没。墓は西日暮里の本行寺にある。
没後、蔵書類は遺族から京都文化博物館に寄贈され、「荻昌弘文庫」として保存されている。
1991年、水野晴郎により発起された日本映画批評家大賞には「ダイヤモンド大賞（荻昌弘賞）」が設けられている。

### 逸話
- もともと内気で人見知りが強い性格のため、1956年、TBSテレビ『映画の窓』にレギュラー出演が決まった時は憂鬱だったが、映画を紹介するのは自分の本職であり、本職に関して依頼があったからには逃げるわけに行かないと考えて度胸を決めた。それ以後もテレビ出演には恐怖心を持っていたが、『映画の窓』を始めてから数年後のある日、テレビカメラを自分の母親だと思えば気が楽ではないかと思うようになり、それ以来テレビ出演への恐怖心がなくなったという。「私の母親にわかる内容の話だったならどなたでも同じような調子で話が通じていくだろうし。また、ふだんから私も母親の前ではあまりふざけたまねとか、あるいは母親が悲しむかっこうとかはあまりしない。それだったらテレビの前へ出て、ついはしゃぎすぎてえげつない自分を見せるようなこともないのじゃないだろうか、ということに気がつきました」[29]と、荻は語っている。

- 『キネマ旬報』編集部時代には、当時大学生だった品田雄吉の映画批評の才能を見出し、品田を同誌の懸賞論文に入選させた[30]。品田が大学卒業後に『キネマ旬報』編集部に入ったのも、荻の後押しによる[30]。

- 荻の歿後、品田は「荻さんは新しいものが好きだった。ファクシミリなんか、すごく早くから使っていた。ワープロも早かった。パソコン時代を前にして亡くなられたのが、他人事ながら残念でならない」と語っている[30]。書斎へのワープロ導入について、荻は『私の書斎ワープロ戦略』（ダイヤモンド社、1986年）の中でインタビューに応じている。それによると、1982年1月に購入したシャープ「小さな書院」が荻の最初のワープロであり、当初は手持ちの映画ビデオの外箱に題名を美しくタイプする目的で使っていたが、やがてワープロによるデータベースの構築とデータ分析の可能性に思い至り、1982年夏に「キャノワード60S」を200数十万円で入手し、毎日の原稿執筆から書斎の全資料、毎日の日程一覧表までをフロッピーで統御するようになったという[31]。

- その一方、旧制中学以来のクラシックファンで、2日に1枚のペースでLPレコードを購入し、特にフルトヴェングラーとシューリヒトの録音はどんな駄盤でも入手すると自ら決めていた[32]。編集者時代には、輸入物のオーディオ機器を買うために訪れた商社で、後に妻となる女性と出会っている[32]。

- 小学校1年生のとき隣席の少女が真っ赤になっておもらししたのを目撃したことからその子を好きになり、気を引くため、下校の折に別の少年と示し合わせ、その子の傘を自分の傘で盛んに叩いて困らせた。このため、翌日に担任教師から別の少年ともども居残りを命じられ、訓戒を受けて反省したという[33]。

- 若い頃はしばしば作品を酷評し、そのために抗議を受けたり映画雑誌から干されたりしたが、やがて「安っぽい映画には安っぽい映画の面白さがある」と思い始め、最近はあまり酷評しないようになったと1979年に発言した[6]。

- 『月曜-』時代より解説を務めてきた『ザ・ロードショー』は1988年5月31日放送分が最後の出演となった。この頃には病気で痩せ細って体力が低下したためスタジオには赴けず、入院先の病室で収録が行われた。この日のプログラム『ビューティフル・ピープル/ゆかいな仲間』（1974年、ワーナー・ブラザース）を通し、命の大切さを切実に訴えていた。また、視聴者には「元気いっぱいの顔で皆さんにお会いすることができなくなったので、しばらく番組をお休みさせていただきます」と前置きした上で、「気力充実しておりますので、またいずれ必ずブラウン管を通して皆様にお会いする日が来ると思います」と将来的な復帰を宣言したが、それが叶うことはなかった。

### 係累
家系図によれば、先祖は加藤清正の家臣を務め、のち細川家に仕えた。初代荻又兵衛の次の世代で分家し、昌弘は本家筋の十二代目に当たる。
- 荻昌国（1813年 - 1862年）- 曾祖父。通称、角兵衛。号は麗門。荻家九代目。江戸時代末期の肥後熊本藩藩士。横井小楠一派の実学党同志として藩政改革を志したが、藩内で忌憚され、のちに党は二分した。生涯を一小吏として終始したが、小国郡代を務めていた文久2年（1862年）正月、郡代屋敷で謎の自刃を遂げている（享年50）。この死を巡って、嘉永6年（1853年）に阿蘇郡臼内切（うすねぎり）村で起きたと伝聞される隠れキリシタンの集団処刑との関係を探索追求した書籍が一冊ある（→河津武俊『肥後細川藩幕末秘聞』講談社、1993年）。
- 荻昌吉（1854年 - 1905年）- 祖父。別名、荻吉九郎。元田永孚の門人。慶應義塾に学ぶ。1874年、宮内省に入り、侍従兼主猟官として明治天皇に仕え、1893年に退官した後は1894年設立の黒田原温泉株式会社社長を務めた。従五位勲六等瑞宝章。
- 荻昌道 - 父。陸軍大佐で、敗戦時には熊本市の健軍飛行場長を務めていた。
- 荻昌樹 - 長男。アイドル評論家。国際商科大学（現：東京国際大学）卒業後、1978年、渡辺プロダクションに入社し、小松政夫・岸部シロー・山口いづみのマネージャーを担当。退職後ホリプロに入り、宣伝やファンクラブの運営に従事した。2011年現在、日本映画批評家大賞選考委員会事務局長。
- 荻昌孝 - 弟。東京高等師範学校附属中学校（現：筑波大学附属中学校・高等学校）以来の小林信彦の友人で『ヒッチコック・マガジン』の書評執筆陣の一人。小林の小説『流される』（文藝春秋社、2011年）に昌弘ともども登場している。
- 荻昱子（いくこ）- 従妹。女優として『ブーフーウー』などに出演。
- 松田智雄 - 経済史学者、東大教授。父のいとこに当たる。最初の妻の松田瓊子は野村胡堂の次女。
- 佐藤重一 - 叔父。耳鼻咽喉科医、慈恵医大教授。

## 出演

### テレビ
- 『映画の窓』（TBSテレビ、司会）
- 『こんにちは東京』（NETテレビ、司会）
- 『月曜ロードショー』⇒『ザ・ロードショー』（TBSテレビ、解説）
- 『そこが知りたい』（TBSテレビ、初代司会）
- 『おはようジャーナル』（NHK、不定期出演）
- 『NNNワイドニュース』（日本テレビ、キャスター）
- 『世界料理大賞』（日本テレビ、審査員）
- 『春夏秋冬』（日本テレビ）
- 『放送広告の日・特番』（司会）

### ラジオ
- 荻昌弘のクラシック・ジョッキー

### 映画
- 『わが青春に悔なし』（1946年、東宝）- 講堂の学生

## 書誌

### 著書
- 『映画百年史』（ビデオ出版 1968）
- 『ステレオ : 聴く人の創意とよろこび』毎日新聞社、1968年8月20日。NDLJP:2518985。
- 『現代芸術入門 未来を創る芸術家たち』共著（弥生書房 1970）
- 『実戦的宿泊論』（日本交通公社ベルブックス 1972）
- 『男のだいどこ』（文藝春秋 1972、文春文庫 1984、光文社文庫 2006）
- 『大人のままごと』（文藝春秋 1976、文春文庫, 1979）
- 『快談快食 味のふるさと』共著（日本交通公社出版事業局 1978、旺文社文庫 1982）
- 『男の縁日』（大和出版 1979）
- 『味で勝負』正・続・part3（毎日新聞社 1980-1984）
- 『歴史はグルメ』（中央公論社 1983、中公文庫 1986）
- 『ほんもの食べたい』（朝日新聞社 1986）
- 『荻昌弘のシネマ・ライブラリー』（ネスコ 1988）
- 『荻昌弘のシネマ・レストラン』（ネスコ 1989）
- 『荻昌弘の映画批評真剣勝負』（近代映画社 1989）
- 『荻昌弘の試写室 日本映画編 1960-1966』（砂書房 1995）
- 『映画批評真剣勝負《作品鑑賞篇》 ぼくが映画に夢中になった日々』（近代映画社・SCREEN新書 2012）
- 『映画批評真剣勝負《映画論篇》 僕が映画に夢中になった日々』（近代映画社・SCREEN新書 2013）

### 企画構成
- 『オーディオ百科』全4巻（オーム社 1972-73）

### 編集
- 助川君追悼 級会雑誌（Vol.I No.1, 第一師範女子部附属小学校竹富会 1947）
- アメリカハンドブック（共編、三省堂 1986.10）
- 日本の名随筆 (59) 菜（作品社 1987.9）
- 読む事典 フランス（共編、三省堂 1990.9)

### 解説執筆
- 「英和対訳シナリオシリーズ14 誰がために鐘は鳴る」（南雲堂 1964）
- シドニー＝ガブリエル・コレット「青い麦」（旺文社文庫 1967）
- アラン・フールニエ「さすらいの青春（ル・グラン・モーヌ）」（旺文社文庫 1972）
- 宮沢明子「モーツァルト ピアノソナタ全集」（トリオ 1973）
- 「世界文学全集」第3巻 レフ・トルストイ「復活」ジョルジュ・サンド「愛の妖精」ヴィッキィ・バウム「ガラスの城」（研秀出版 1974）
- 鮎川哲也「黒い白鳥」（角川文庫 1975）
- 檀一雄「檀流クッキング」（中公文庫 1975）
- 辰巳浜子「料理歳時記」（中公文庫 1977）
- 冨田勲/ホルスト「惑星」（RCAレコード 1977）
- 藤本義一「〇物語」（角川文庫 1978）
- モーリス・ジャール「ブリキの太鼓」サウンドトラック (RCA 1980)
- あらえびす「名曲決定盤」上下（中公文庫 1981）
- 辻静雄「ワインの本」（新潮文庫 1982）
- おおば比呂司「味のある旅 味覚道中記」（旺文社文庫 1983）
- 冨田勲/ドビュッシー「月の光」（BMGビクター 1986）
- ピエール・ブゾン「ラ・ヴィー」（オーディオ・ラボ 1986）
- ジェイク・コンセプション「EMOTION」(Sound Of Artists SOAP-1002 1987)

### 対談ゲスト
- 三島由紀夫「映画・芸術の周辺」（スクリーン 1956年9月号）
- 吉行淳之介「新面白半分対談」（講談社 1975）
- 音楽現代編「フルトヴェングラー―人と芸術」（芸術現代社 1975）

遠山一行・篠田一士との鼎談「フルトヴェングラーと現代」を収録。のち「文藝別冊 フルトヴェングラー」（河出書房新社、KAWADE夢ムック 2011）に再録。
- 三遊亭圓生「噺家かたぎ」（PHP研究所 1979）
- 「東アジアの食の文化 食のシンポジウム'81」（平凡社 1981）
- 牧羊子「あなたはどのメビウスの輪」（文春文庫 1985）
- 池波正太郎「歴史を探る・人生を探る」（河出書房新社 2006）

池波正太郎との対談「おせち料理を作れぬ女どもへ」を収録。
- 「文藝別冊 開高健」（河出書房新社, KAWADE夢ムック 2010）

開高健・小松左京との鼎談「闇市時代の"美味"求心を語る」(初出は『潮』1975年9月号）を収録。
- 開高健「ポ・ト・フをもう一度」（ロングセラーズ 2012）

開高健・手塚治虫・虫明亜呂無との対談「あゝ、懐かしきはデュヴィヴィエさま」を収録。

### 講演記録
- NHK文化講演会2（日本放送出版協会 1980）
- NHK文化講演会15（日本放送出版協会 1987）

### その他
- 英和対訳モーション・ピクチュア・ライブラリー19 三十四丁目の奇蹟（世界文庫 1948）採録
- 荒正人編『ドストエーフスキイの世界』（河出書房新社 1963）- 荻による「スクリーンのドストエーフスキイ」収録
- 伊丹十三『小説より奇なり』（文藝春秋社 1965）- さつま揚げの製法に関する荻の酔談の聞き書きを収録
- 心にのこる東和の名画映画音楽45年 Best of the Towa（キャニオン・レコード 1973）監修
- 世界の名画&名優大全集（徳間書店 1976）監修
- 私のモーツァルト 正（帰徳書房 1976）
- 丸谷才一『低空飛行』（新潮社 1977）- ある講演旅行での荻の行動に関する随筆「賭け」を収録 (pp.252-253)
- 『わが聯隊 陸軍郷土歩兵聯隊の記録』（ノーベル書房 1978）- 荻による「あとのない初年兵」収録
- 全国うまいもの探訪 銘品250選（日之出出版 1981）監修
- 食いしん坊ここだけの話（講談社 1984）
- ロック・ハドソン、サラ・デビッドソン『ロック・ハドソン わが生涯を語る』（日本放送出版協会 1986）日本語版監修
- 私の書斎ワープロ戦略（ダイヤモンド社 1986）- 荻による「「人生の記録」と「マイセルフ・ディクショナリ」」収録
- 書斎―創造空間の設計（講談社現代新書 1987）- 荻による「定点観測・分散書斎は無駄か?」収録
- この人を見よ。：ブルータスたちの芳醇な自叙伝（マガジンハウス 1988）- 荻による「外あるき&内あるきマニュアル」収録
- われらカレー党宣言（世界文化社 1993）- 荻による「女王陛下のカレーライス」収録
- 本と私―四十四人の体験的読書論（三省堂 1994）
- 追悼長岡鉄男「観音力アンソロジー」―オーディオ・音楽・趣味・人生の足跡をたどる著作集（音楽之友社 2001）- 荻宅への訪問記を収録
- カレーライス（リブリオ出版 2006）- 荻による「女王陛下のカレーライス」収録
- America, Here We Come! Special English Master（ブリタニカ編集部編）- 総監修・テープ解説
- レーザーディスク「チャップリン･コレクション（全9巻）」（パイオニアLDC株式会社）- 副音声解説の司会
- 荻昌弘文庫目録（京都府京都文化博物館 1989）

## 関連人物
- 池波正太郎 - 友人の一人。荻の没後に追悼文「はじめてテレビを買ったころ」（『池波正太郎の春夏秋冬』所収）を書いた。
- 石毛直道
- 開高健
- 小松左京
- 小林信彦 - 荻の末弟と中学・高校・大学を通じての親友で、『ヒッチコック・マガジン』編集長時代は荻兄弟にたびたび執筆を依頼。荻昌弘は同誌の1959年8月号から1963年7月号まで「女性のための映画講座」を連載していた。小林は「荻昌弘自身は<売れている>のに著書が一冊もなかった。ぼくは雑誌の連載を、あとで一冊の本にまとめて欲しいとひそかに思っていた」と、述べている[3]。荻の没後、追悼文「セプテンバー・ソングのように」（『セプテンバー・ソングのように 1946‐1989』所収）を書いた。
- 阪田寛夫
- 品田雄吉 - 荻に見出されて映画評論家となった。荻の没後に追悼文「荻昌弘氏のことを思う」（文藝春秋編『心に残る人びと』所収）を書いた。
- 菅野沖彦 - オーディオ仲間の一人。
- 椿實
- 橋田壽賀子
- 古川緑波 - 『古川ロッパ昭和日記』第4巻にて「『映画の窓』のレギュラー、荻昌弘君来。初対面、感じよき青年」などと荻の印象を記している。
- 三浦朱門
- 虫明亜呂無
- 安岡章太郎
- 吉行淳之介